# Laugarás
Laugarás – miejscowość w południowo-zachodniej Islandii, położona w zakolu rzeki Hvítá, na prawym jej brzegu, naprzeciw ujścia jej lewobrzeżnego dopływu Stóra-Laxá. Wchodzi w skład gminy Bláskógabyggð, w regionie Suðurland. Przebiega przez nią droga nr 31 łącząca drogę nr 30 z drogą nr 35. Na początku 2018 roku zamieszkiwało ją 116 osób.
Osada rozwinęła się dzięki odkryciu aktywności geotermalnej, która przyczyniła się do rozwoju ogrodnictwa, w tym szklarniowego.
Około 1,5 km na zachód od miejscowości położona jest historyczna osada Skálholt – siedziba pierwszego biskupstwa w Islandii.